# 1690 en santé et médecine
| Années de la santé et de la médecine : 1687 - 1688 - 1689 - 1690 - 1691 - 1692 - 1693    |
| Décennies de la santé et de la médecine : 1660 - 1670 - 1680 - 1690 - 1700 - 1710 - 1720 |

Cet article présente les faits marquants de l'année 1690 en santé et médecine.

## Événements
France
- L’ergot du seigle est responsable de graves épidémies du mal des ardents[1].

## Publications
- Le botaniste et médecin néerlandais Paul Hermann (1646-1695), publie un catalogue de 5 000 plantes réparties en 25 classes[2].
- La sage-femme polonaise Justine Siegemund (1636-1705) publie Die Chur-Brandenburgische Hof-Wehemutter [« La sage-femme de la cour »] (Édition de 1724 sur Google Livres).

## Naissance
- 6 février : Kilian Stobæus (mort en 1742), médecin et naturaliste suédois[3].

## Décès

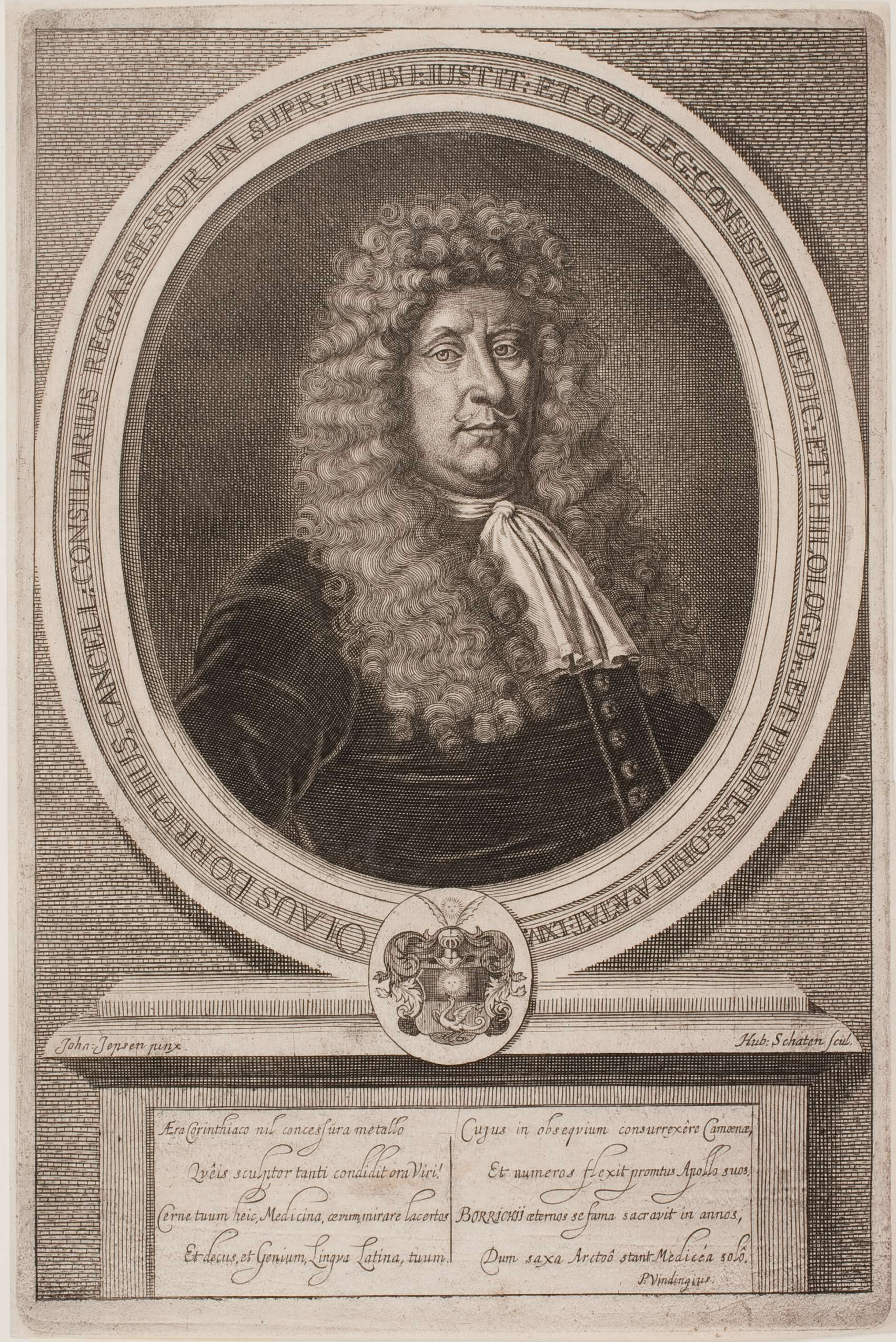
Ole Borch

- 13 octobre : Ole Borch (né en 1626), chimiste, médecin, grammairien et poète danois[4].